# Borneohai
Der Borneohai (Carcharhinus borneensis) ist eine Art der Gattung Carcharhinus innerhalb der Requiemhaie (Carcharhinidae). Die Art kommt in den Gewässern Südostasiens südlich von China, um Borneo und wahrscheinlich auch um die  Philippinen und Java vor. Nachdem dieser Hai lange nur von fünf Individuen bekannt war, die zwischen 1858 und 1937 gefangen wurden, gelang einem Forschungsteam der Universiti Malaysia Sabah im Jahre 2007 die Wiederentdeckung.

## Aussehen und Merkmale
Der Borneohai ist ein kleiner und ziemlich schlanker Hai mit einer wahrscheinlichen Maximallänge von etwa 100 Zentimetern. Das bislang längste wissenschaftlich erfasste Exemplar war allerdings nur 70 Zentimeter lang. Er hat eine braune Rückenfärbung und einen weißen Bauch. Die Flossenspitzen der ersten Rückenflosse und der Schwanzflosse sind dunkel, während die Brust- und Bauchflossen sowie die Analflossen weiß gerandet sind.
Er besitzt eine Afterflosse und zwei Rückenflossen. Die erste Rückenflosse ist groß und abgerundet, sie beginnt über oder leicht hinter der hinteren Basis der Brustflossen. Die zweite Rückenflosse ist relativ niedrig. Ein Interdorsalkamm ist nicht vorhanden. Die Brustflossen sind relativ klein und sichelförmig. Die Schnauze ist langgezogen und zugespitzt, um die Mundwinkel befinden sich auffällig große Porenöffnungen. Wie alle Arten der Gattung besitzen die Tiere fünf Kiemenspalten und haben kein Spritzloch.

## Lebensweise
Die Lebensweise des Borneohais ist weitgehend unbekannt. Man geht davon aus, dass er vor allem in Küstennähe vorkommt. Auch Ernährung und Fortpflanzung sind nicht untersucht, beides erfolgt aber wahrscheinlich wie bei anderen Carcharhinus-Arten.

## Verbreitung

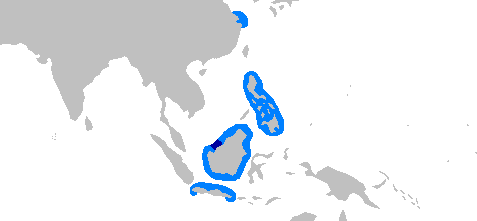
Verbreitungsgebiete des Borneohais

Der Borneohai ist in den Meeresgebieten des Indo-Pazifik Südostasiens südlich von China, um Borneo und wahrscheinlich auch um die Philippinen und Java verbreitet.

## Gefährdung
Der Borneohai ist für den Menschen ungefährlich. Er ist in der Roten Liste der IUCN als stark gefährdet („Endangered“) verzeichnet. Vor 2007 war die Art nur durch fünf Individuen belegt, von denen vier aus dem Gebiet von Borneo und eines aus der Küstenregion Chinas stammen. Nachdem seit 1937 kein Exemplar dieses Hais mehr gefangen wurde, bestätigte Saleem Mustafa von der Universiti Malaysia Sabah im Jahre 2007, dass die Art noch existiert. Untersuchungen auf Fischmärkten Borneos und in Sammlungen in verschiedenen Ländern Südostasiens hatten die IUCN im Jahre 2000 zu der Vermutung veranlasst, dass dieser Hai vom Aussterben bedroht oder bereits ausgestorben ist.

## Belege
1. ↑  UMS team finds rare shark (Seite nicht mehr abrufbar, festgestellt im April 2018. Suche in Webarchiven)  Info: Der Link wurde automatisch als defekt markiert. Bitte prüfe den Link gemäß Anleitung und entferne dann diesen Hinweis.
2. ↑  Borneohai auf Fishbase.org (englisch)
3. ↑  Carcharhinus borneensis in der Roten Liste gefährdeter Arten der IUCN 2007. Eingestellt von: Compagno, L.J.V., 2000. Abgerufen am 16. August 2008.